# John Wallace Fuller
John Wallace Fuller, né le 28 juillet 1827 en Angleterre et mort le 12 mars 1891, est un éditeur, homme d'affaires, et soldat américain.  
Il sert comme général dans l'armée de l'Union pendant la guerre de Sécession. Après la guerre, Fuller s'engage dans le commerce de gros de chaussures ainsi que dans les affaires civiles de  l'Ohio.

## Avant la guerre
John W. Fuller naît dans le village d'Harston, situé dans le comté anglais de Cambridgeshire. Son père est un pasteur de la foi baptiste et également diplômé du Bristol College en Angleterre, et est responsable de la plupart de l'enseignement primaire de Fuller. En 1833, Fuller déménage avec sa famille dans le comté d'Oneida, de New York. Là, le reste de son éducation s'effectue par la lecture dans une librairie à Utica, et, à partir de 1841, Fuller commence à y travailler.
En 1852, Fuller possède et exploite une entreprise d'édition à Utica et est, plus tard, trésorier de la ville. Il est également actif dans la milice de l'État de New York, servant comme officier. En 1853, Fuller épouse Anna B. Rathbun, habitant également à Utica. Le couple aura six enfants : trois fils du nom d'Edward, Rathbun, et Frederic, et trois filles nommées Florence (plus tard, mariée à Thomas A. Taylor), Jennie, et Irene. En 1858, l'entreprise de Fuller est détruite par un incendie, et il déménage à Toledo, en Ohio, où il commence de nouveau à exploiter une maison d'édition de livres.

## Guerre de Sécession
Lorsque la guerre de Sécession éclate en 1861, Fuller choisit de suivre son État d'origine et la cause unioniste. Il reçoit l'ordre de former des soldats à Grafton, en Virginie, qui est actuellement dans le comté de Taylor, en Virginie-Occidentale. Il est également brièvement membre de l'état-major du brigadier général Charles W. Hill. Le 18 août, Fuller est responsable du commandement du 27th Ohio Infantry avec le grade de colonel. Fuller et le 27th, servent en premier, dans le Missouri, sous les ordres des brigadiers généraux John Pope et David Hunter. Lui et son commandement participent ensuite aux efforts de Pope à New Madrid le 14 mars, puis la bataille de l'Île numéro dix, du 28 février au 8 avril 1862.

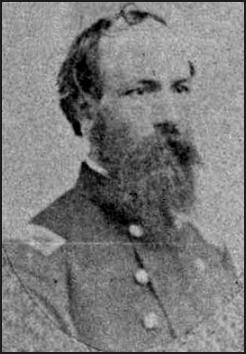
Fuller en tant que colonel de l'Union

À l'automne  1862, Fuller reçoit le commandement d'une brigade de l'armée du Mississippi. il la mène dans le Mississippi au cours de la bataille d'Iuka le 19 septembre, et la seconde bataille de Corinth, les 3 et 4 octobre. Le 31 décembre 1862, son commandement combat lors de la bataille de Parker's Cross Roads dans le Tennessee. Au cours de la bataille, la brigade de Fuller s'approche inaperçue et passe derrière la position du brigadier général Nathan Bedford Forrest. N'ayant aucun autre choix que d'attaquer les forces fédérales face à lui et derrière lui, Forrest fait charger ses hommes et repousse le commandement de Fuller, puis rapidement se retourne et passe à travers le reste des soldats de l'Union. Fuller et les autres unités fédérales réussissent à capturer six pièces d'artillerie, environ 300 prisonniers et 350 chevaux, mais les hommes dispersés de Forrest réussissent à s'échapper et retraversent la rivière Tennessee quatre jours plus tard.
Fuller passe la plupart de 1863, en service de garnison au sein de l'armée du Tennessee, et est promu au brigadier général le 5 janvier 1864. En mars 1864, Fuller mène son commandement à travers la rivière Tennessee et s'empare de la ville de Decatur, en Alabama. Il participe à la campagne d'Atlanta durant l'été, et mène temporairement une division au cours de la bataille d'Atlanta, le 22 juillet. De nouveau, il conduit sa brigade au cours de la marche vers la mer à la fin de 1864, et lors de la campagne des Carolines de 1865. Fuller est breveté major-général dans l'armée de l'Union, le 13 mars, et après la fin de la guerre, il démissionne au cours de l'automne.
Fuller est l'un des rares généraux de la guerre de Sécession à ne pas être né aux États-Unis.

## Après la guerre

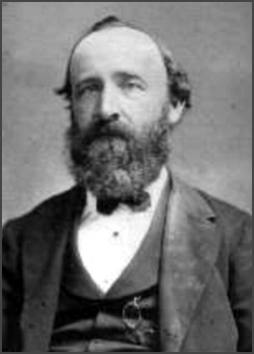
John Wallace Fuller

Fuller démissionne de l'armée de l'Union, le 15 août 1865, et retourne à la vie civile dans l'Ohio. Il est l'associé principal de la firme Fuller, Childs & Company à Toledo, une entreprise spécialisée dans le commerce de gros de chaussures et de bottes. En 1874, Fuller est nommé collecteur de la douane de Toledo, un poste qu'il occupe jusqu'en 1881.
Les 3 et 4 octobre 1878, les membres de la « brigade de l'Ohio » tient une réunion à Columbus, en Ohio, au cours de laquelle Fuller fait un discours. Au cours de l'événement, une organisation permanente est créée pour les prochaines réunions, avec Fuller comme son premier président. En 1888, il prend sa retraite de son entreprise.
Fuller est à Toledo où il meurt en 1891, et il est enterré dans le cimetière Woodlawn de la ville.